# Snowed In
Snowed In  är det amerikanska indie/pop/rock-bandet Hansons julalbum som kom ut 1997. 

## Låtlista
1. "Merry Christmas Baby" (Baxter, Moore) – 3:12
2. "What Christmas Means to Me" (Gaye, Gordy, Story) – 3:43
3. "Little Saint Nick" (Love, Wilson) – 3:33
4. "At Christmas" (Hanson, Hanson, Hanson) – 5:17
5. "Christmas (Baby Please Come Home)" (Barry, Greenwich, Spector) – 3:20
6. "Rockin' Around the Christmas Tree" (Marks) – 2:38
7. "Christmas Time" (Hanson, Hanson, Hanson, Hudson) – 3:59
8. "Everybody Knows the Claus" (Hanson, Hanson, Hanson) – 4:47
9. "Run Rudolph Run" (Brodie, Marks) – 3:11
10. "Silent Night Medley: O Holy Night/Silent Night/O Come All Ye Faithful" – 5:26
11. "White Christmas" (Berlin) – 1:49